# Список книг серии «Эврика»
«Э́врика» — серия научно-популярных, научно-публицистических книг и альманахов-ежегодников, выпускавшихся издательством «Молодая гвардия» во второй половине XX века.
Альманах-ежегодник «Эврика» впервые увидел свет в 1963 году и с тех пор выходил ежегодно. На его страницах читателей знакомили, в доступной и интересной форме, с новейшими достижениями мира науки и техники. С примером типичного содержания альманаха можно ознакомиться тут. 
Собственно сама серия «Эврика» была основана в 1965 году.
Всего в серии было выпущено 334 книги и журнала (включая переиздания) совокупным тиражом более 32 миллионов экземпляров.

## Оформление книг
Сборники-ежегодники выпускались в различном дизайне, исполнении и размерах, все остальные книги были выдержаны в едином дизайне:
- книги 1965—1985 года и книга «Лесной огород» 1987 года — с маленьким логотипом серии в верхнем правом углу;
- книги 1985—1988 года — с крупным логотипом серии, фамилией автора и названием книги на чёрном фоне в верхней трети обложки;
- книги 1988 («Биологически активные» и «Приключения радиолуча») и всех последующих годов выпуска — с крупным логотипом серии в верхнем левом углу, под которым были фамилия автора и название книги, а ниже — художественная композиция в геометрическом прямоугольном орнаменте.

До 1988 года книги серии выпускались в картонном переплёте с ледериновым или коленкоровым корешком, с 1988 — в картонном целлофанированном переплёте. Часть книг и большинство сборников-ежегодников были выпущены в мягкой обложке.
Книги подсерий «Мир животных», «Мир растений», «Мир истории», «Мир океана», «Мир архитектуры», «Мир астрономии», «Мир электроники» были выпущены в ледериновом переплёте с тиснением, формат — 170×260 мм, с цветными иллюстрациями.
На задней обложке большинства изданий были размещены портреты и краткая биография их авторов.

## 1960-е

### 1963
- Эврика. [Идеи. Поиски. Решения. Сборник] / сост. Арский Ф. Н., Борин А. Б., Владимиров Л. — 352 с. — 40 000 экз.

### 1964
- Эврика. [Очерки по различным отраслям знаний] / сост. Иванов Н., Ливанов А. К., Федченко В. А. — 280 с. — 50 000 экз.

### 1965
- Эврика-65. [Сборник-ежегодник] / сост. Лазарев Н. А., Ливанов А. К.. — 358 с. — 50 000 экз.
- Акимушкин И. И. Тропою легенд. — 2-е изд. — 288 с. — 50 000 экз.[2]
- Арский Ф. Н. В стране мифов. — 184 с. — 30 000 экз.
- Белькович В. М., Клейненберг С. Е., Яблоков А. В. Загадка океана. — 176 с. — 50 000 экз.
- Власов Л. Г., Трифонов Д. Н. Занимательно о химии. — 254 с. — 50 000 экз.
- Глязер Г. Драматическая медицина (пер. с нем.). — 2-е изд. — 216 с. — 100 000 экз.[2]
- Зубков Б. В., Муслин Е. С. О стихиях, «Цидо» и реальности фантастики. — 152 с. — 41 000 экз.[3]
- Крупин В. Д. Карлики рождают гигантов. — 200 с. — 47 000 экз.
- Малахов А. А. Под покровом мантии. — 2-е изд. — 208 с. — 33 000 экз.[2]
- Смилга В. П. В погоне за красотой. — 240 с. — 60 000 экз.
- Ценципер М. Б. Разговор о жизни. — 2-е изд. — 272 с. — 50 000 экз.[2]

### 1966
- Эврика-66. [Сборник-ежегодник] / сост. Лазарев Н. А., Ливанов А. К.. — 360 с. — 100 000 экз.
- Молодым изобретателям. [Сборник] / сост. Борин А. Б., Пресняков А. — 272 с. — 50 000 экз.
- Бобров Л. В. По следам сенсаций. — 272 с. — 100 000 экз.
- Глязер Г. Новейшие победы медицины. — 192 с. — 100 000 экз.
- Данин Д. С. Неизбежность странного мира. — 3-е изд. — 376 с. — 50 000 экз.[2]
- Заянчковский И. Ф. Враги наших врагов. — 272 с. — 65 000 экз.
- Зыков И. М. Три аксиомы. — 352 с. — 65 000 экз.
- Лучник Н. В. Почему я похож на папу. — 320 с. — 65 000 экз.
- Малахов А. А. Наперекор судьбе. — 176 с. — 65 000 экз.
- Подольный Р. Г. По образу и подобию. — 272 с. — 50 000 экз.
- Радунская И. Л. Превращения гиперболоида инженера Гарина. — 288 с. — 65 000 экз.
- Седов Е. А. Репортаж с ничейной земли. Рассказы об информации. — 2-е изд. — 304 с. — 50 000 экз.[2]
- Смилга В. П. Очевидное? Нет, ещё неизведанное. — 2-е изд. — 352 с. — 50 000 экз.[2]
- Эйнштейн А., Инфельд Л. Эволюция физики (пер. с англ.). — 4-е изд. — 272 с. — 50 000 экз.[2]

### 1967
- Эврика-67. [Сборник-ежегодник] / сост. Лазарев Н. А., Ливанов А. К., Федченко В. А. — 400 с. — 100 000 экз.
- Акимушкин И. И. Занимательная биология. — 336 с. — 100 000 экз.
- Белькович В. М., Клейненберг С. Е., Яблоков А. В. Наш друг — дельфин. — 336 с. — 65 000 экз.
- Долматовский Ю. А. Мне нужен автомобиль. — 304 с. — 65 000 экз.
- Китайгородский А. И. Реникса. — 240 с. — 65 000 экз.
- Кобринский А. Е. Кто кого? — 2-е изд. — 304 с. — 65 000 экз.[2]
- Кудрявцев Б. Б. Биография великана. — 256 с. — 65 000 экз.
- Леви В. Л. Охота за мыслью. — 336 с. — 65 000 экз.
- Петер Р. Игра с бесконечностью (пер. с нем.). — 368 с. — 50 000 экз.
- Петров Р. В. Сфинксы XX века. — 208 с. — 50 000 экз.
- Радунская И. Л. Безумные идеи. — 2-е изд. — 368 с. — 100 000 экз.[2]
- Сапарина Е. В. «Ага!» и его секреты. — 240 с. — 65 000 экз.
- Седов Е. А. Занимательно об электронике. — 352 с. — 65 000 экз.[4]
- Хургин Я. И. Ну и что? — 320 с. — 50 000 экз.
- Эйдельман Н. Я. Ищу предка. — 256 с. — 65 000 экз.

### 1968

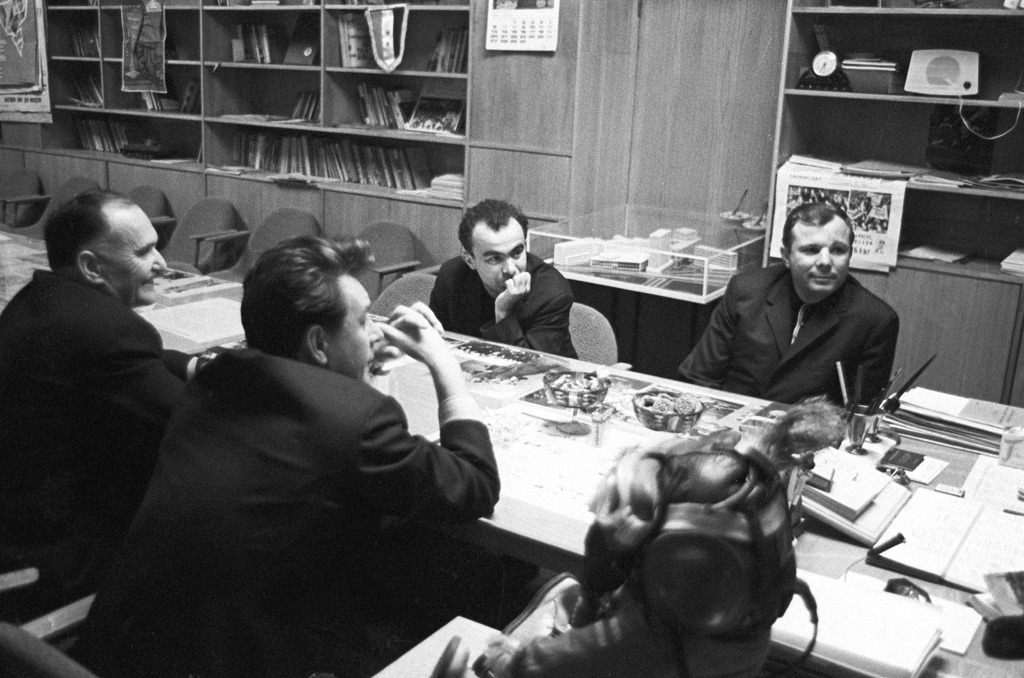
Юрий Гагарин в издательстве «Молодая гвардия» в день выхода его книги «Психология и космос» (серия «Эврика»). Фото РИА Новости, 1968 год

- Эврика-68. [Сборник-ежегодник] / сост. Лазарев Н. А., Ливанов А. К., Федченко В. А. — 400 с. — 100 000 экз.
- Золотой опыт / сост. Ерошкевич М. Я., Иедлинский Б. Н., Лазарев Н. А., Маслов Б. С. — 568 с. — 50 000 экз.
- Маленькие рассказы о большом космосе / сост. Наумов Ф. — 3-е изд. — 304 с. — 100 000 экз.[2]
- Арский Ф. Н. В стране мифов. — 2-е изд. — 224 с. — 65 000 экз.
- Бобров Л. В. В поисках чуда. — 336 с. — 65 000 экз.
- Власов Л. Г., Трифонов Д. Н. Занимательно о химии. — 2-е изд. — 256 с. — 100 000 экз.
- Гагарин Ю. А., Лебедев В. И. Психология и космос. — 208 с. — 65 000 экз.
- Ивченко С. И. Загадки Цинхоны. — 2-е изд. — 256 с. — 50 000 экз.[2]
- Крупин В. Д. Так начиналось… — 256 с. — 65 000 экз.
- Кузьмищев В. А. Тайна жрецов Майя. — 368 с. — 100 000 экз.
- Ливанова А. М. Физики о физиках. — 256 с. — 65 000 экз.
- Лучник Н. В. Невидимый современник. — 256 с. — 65 000 экз.
- Лысогоров Н. В. Когда отступает фантастика. — 2-е изд. — 256 с. — 65 000 экз.[2]
- Смилга В. П. В погоне за красотой. — 2-е изд. — 288 с. — 50 000 экз.
- Чернов А. А. Гомо акватикус. — 320 с. — 100 000 экз.

### 1969
- Эврика-69. [Сборник-ежегодник] / сост. Лазарев Н. А., Федченко В. А. — 432 с. — 200 000 экз.
- Амосов Н. М. Мысли и сердце. — 352 с. — 100 000 экз.
- Блинов Б. С. Загадочный импульс. — 176 с. — 100 000 экз.
- Галлай М. Л. Через невидимые барьеры. Испытано в небе. — 3-е изд. — 512 с. — 50 000 экз.[2]
- Заянчковский И. Ф. Враги наших врагов. — 2-е изд. — 336 с. — 50 000 экз.
- Ивченко С. И. Занимательно о ботанике. — 240 с. — 65 000 экз.
- Кобринский А. Е., Кобринский Н. Е. Много ли человеку нужно? — 336 с. — 65 000 экз.
- Крупин В. Д. Карлики рождают гигантов. — 2-е изд. — 224 с. — 50 000 экз.
- Леви В. Л. Я и Мы. — 288 с. — 65 000 экз.
- Лучник Н. В. Почему я похож на папу. — 2-е изд. — 336 с. — 65 000 экз.
- Малахов А. А. Занимательно о геологии. — 250 с. — 65 000 экз.
- Растригин Л. А. Этот случайный, случайный, случайный мир. — 224 с. — 65 000 экз.
- Сергеев Б. Ф. Занимательная физиология. — 336 с. — 65 000 экз.
- Успенский Л. В. Загадки топонимики. — 272 с. — 65 000 экз.

## 1970-е

### 1970
- Эврика-70. [Сборник-ежегодник] / сост. Лазарев Н. А., Наумов Ф. — 432 с. — 150 000 экз.
- Опережай время! Молодым изобретателям. [Сборник] / сост. Борин А. Б., Пресняков А. — 3-е изд. — 288 с. — 65 000 экз.[6]
- Иванов А. Д. Первые ступени. — 1896. — 176 с. — 100 000 экз.
- Коломинский Я. Л. Человек среди людей. — 224 с. — 65 000 экз.
- Любарский М. Г., Санов В. И. Немые свидетели. (Рассказы о криминалистике). — 224 с. — 65 000 экз.
- Наровчатов С. С. Необычное литературоведение. — 336 с. — 100 000 экз.
- Петрович Н. Т. Кто вы? — 240 с. — 65 000 экз.
- Седов Е. А. Занимательно об электронике. — 2-е изд. — 352 с. — 65 000 экз.
- Томилин А. Н. Занимательно об астрономии. — 304 с. — 65 000 экз.
- Хургин Я. И. Ну и что? — 2-е изд. — 320 с. — 65 000 экз.
- Чернов А. А. Гомо акватикус. — 2-е изд. — 304 с. — 100 000 экз.
- Эйдельман Н. Я. Ищу предка. — 2-е изд. — 240 с. — 90 000 экз.

### 1971
- Эврика-71. [Сборник-ежегодник] / сост. Лазарев Н. А., Наумов Ф. — 432 с. — 150 000 экз.
- Акимушкин И. И. Мир животных. Том 1. Рассказы об утконосе. — 336 с. — 200 000 экз.
- Бобров Л. В. Фундамент оптимизма. — 240 с. — 65 000 экз.
- Гагарин Ю. А., Лебедев В. И. Психология и космос. — 2-е изд. — 208 с. — 100 000 экз.
- Кривин Ф. Д. Несерьёзные Архимеды. — 224 с. — 100 000 экз.
- Ларичев В. Е. Охотники за черепами. — 272 с. — 100 000 экз.
- Леви В. Л. Охота за мыслью. — 2-е изд. — 224 с. — 100 000 экз.
- Петров Р. В. Сфинксы XX века. — 2-е изд. — 256 с. — 65 000 экз.
- Пономарёв Л. И. По ту сторону кванта. — 304 с. — 100 000 экз.
- Радунская И. Л. Крушение парадоксов. — 224 с. — 65 000 экз.
- Томилин А. Н. Занимательно о космологии. — 336 с. — 65 000 экз.

### 1972
- Эврика-72. [Сборник-ежегодник] / сост. Лазарев Н. А. — 496 с. — 150 000 экз.
- Акимушкин И. И. Занимательная биология. — 2-е изд. — 303 с. — 100 000 экз.
- Акимушкин И. И. Мир животных. Том 2. Рассказы о зверях крылатых. — 304 с. — 200 000 экз.
- Башкирова Г. Б. Наедине с собой. — 256 с. — 100 000 экз.
- Дёжкин В. В., Фетисов Т. И. Профиль равновесия. — 224 с. — 100 000 экз.
- Ивченко С. Н. Занимательно о ботанике. — 2-е изд. — 224 с. — 100 000 экз.
- Китайгородский А. И. Невероятно — не факт. — 256 с. — 100 000 экз.
- Кобринский А. Е., Кобринский Н. Е. Много ли человеку нужно? — 2-е изд. — 320 с. — 100 000 экз.
- Новиков Ю. Ф. Осторожно: terra! — 224 с. — 65 000 экз.
- Сагатовский В. Н. Вселенная философа. — 224 с. — 100 000 экз.

### 1973
- Эврика-73. [Сборник-ежегодник] / сост. Лазарев Н. А. — 480 с. — 150 000 экз.
- Спутник сельской молодёжи. [Сборник] / сост. Антонюк Л. Д., Саленко В. Я. — 208 с. — 65 000 экз.
- Спутник молодого рабочего. [Сборник] / сост. Тархановский В. А. — 192 с. — 100 000 экз.
- Акимушкин И. И. Мир животных. Том 3. Рассказы о птицах. — 384 с. — 200 000 экз.
- Китайгородский А. И. Реникса. — 192 с. — 100 000 экз.
- Коломинский Я. Л. Человек среди людей. — 2-е изд. — 240 с. — 100 000 экз.
- Леви В. Л. Я и Мы. — 2-е изд. — 288 с. — 100 000 экз.
- Наровчатов С. С. Необычное литературоведение. — 2-е изд. — 400 с. — 100 000 экз.
- Петрович Н. Т. Поговорим об информации. — 208 с. — 65 000 экз.
- Успенский Л. В. Загадки топонимики. — 2-е изд. — 272 с. — 100 000 экз.
- Успенский Л. В. По закону буквы. — 240 с. — 100 000 экз.
- Черногорова В. А. Загадки микромира. — 224 с. — 100 000 экз.

### 1974
- Эврика-74. [Сборник-ежегодник] / сост. Лазарев Н. А. — 400 с. — 150 000 экз.
- Эврика-73. [Сборник-ежегодник] / сост. Лазарев Н. А. — 2-е изд. — 480 с. — 50 000 экз.
- Спутник молодого рабочего. [Сборник] / сост. Ефимов А. И., Морозов А. Г. — 176 с. — 75 000 экз.
- Возраст познания. [Сборник] / сост. Филипповский Н. Н. — 192 с. — 100 000 экз.
- Заглянем в будущее / сост. Федченко В. А. — 256 с. — 100 000 экз.
- Акимушкин И. И. Мир животных. Том 4. Рассказы о змеях. — 320 с. — 250 000 экз.
- Бобров Л. В. Поговорим о демографии. — 224 с. — 100 000 экз.
- Кузин А. М. Когда миры соприкасаются. — 208 с. — 100 000 экз.
- Петрович Н. Т. Кто вы? — 2-е изд. — 240 с. — 100 000 экз.
- Растригин Л. А. Этот случайный, случайный, случайный мир. — 2-е изд. — 208 с. — 100 000 экз.
- Сергеев Б. Ф. Тайны памяти. — 272 с. — 100 000 экз.

### 1975
- Эврика-75. [Сборник-ежегодник] / сост. Лазарев Н. А. — 368 с. — 150 000 экз.
- Эврика-74. [Сборник-ежегодник] / сост. Лазарев Н. А. — 2-е изд. — 400 с. — 50 000 экз.
- Спутник сельской молодёжи. [Сборник] / сост. Антонюк Л. Д., Саленко В. Я. — 224 с. — 65 000 экз.
- Акимушкин И. И. Мир животных. Том 5. Рассказы о насекомых. — 240 с. — 200 000 экз.
- Башкирова Г. Б. Наедине с собой. — 2-е изд. — 208 с. — 100 000 экз.
- Божко А. Н., Городинская В. С. Год в «Звездолёте». — 160 с. — 100 000 экз.
- Воробьёв Г. Г. Человек — человек. — 192 с. — 100 000 экз.
- Дёжкин В. В. Беседы об экологии. — 192 с. — 100 000 экз.
- Иванов А. Д. Первые ступени. — 2-е изд. — 160 с. — 100 000 экз.
- Кузьмищев В. А. Тайна жрецов Майя. — 2-е изд. — 256 с. — 100 000 экз.
- Новиков Ю. Ф. Беседы о животноводстве. — 224 с. — 100 000 экз.
- Растригин Л. А., Граве П. С. Кибернетика как она есть. — 208 с. — 100 000 экз.
- Томилин А. Н. Занимательно о космогонии. — 208 с. — 100 000 экз.
- Чудакова М. О. Беседы об архивах. — 224 с. — 100 000 экз.

### 1976
- Эврика-76. [Сборник-ежегодник] / сост. Малинов А. В. — 336 с. — 300 000 экз.
- Формула творчества. [Сборник-ежегодник] / сост. Королёв Б. В. — 160 с. — 100 000 экз.
- Амосов Н. М. Мысли и сердце. — 2-е изд. — 320 с. — 100 000 экз.
- Бобров Л. В. Фундамент оптимизма. — 2-е изд. — 208 с. — 100 000 экз.
- Гагарин Ю. А., Лебедев В. И. Психология и космос. — 3-е изд. — 208 с. — 100 000 экз.
- Губарев В. С. Космические мосты. — 208 с. — 100 000 экз.
- Долматовский Ю. А. Беседы об автомобиле. — 208 с. — 100 000 экз.
- Драчук В. С. Дорогами тысячелетий. О чём поведали письмена. — 256 с. — 100 000 экз.
- Коломинский Я. Л. Беседы о тайнах психики. — 208 с. — 100 000 экз.
- Максимович Г. В. Беседы с академиком В. Глушковым. — 208 с. — 100 000 экз.
- Новиков Ю. Ф. Осторожно: terra! — 2-е изд. — 224 с. — 100 000 экз.
- Петров Р. В. Беседы о новой иммунологии. — 224 с. — 100 000 экз.
- Романцев Е. Ф. Закономерные чудеса. — 176 с. — 100 000 экз.
- Черногорова В. А. Беседы об атомном ядре. — 208 с. — 100 000 экз.

### 1977
- Эврика-77. [Сборник-ежегодник] / сост. Биленкин Д. А., Щербаков Р. М. — 288 с. — 150 000 экз.
- Эврика. Каталог. 1965—1976 / сост. Лазарев Н. А. — 320 с. — 100 000 экз.
- Академики рассказывают (Учёные — о достижениях советской науки) / сост. Чеховская Т. П. — 240 с. — 100 000 экз.
- Возраст познания / сост. Филипповский Н. Н. — 192 с. — 100 000 экз.
- Формула творчества / сост. Королёв Б. В. — 208 с. — 100 000 экз.
- Артоболевский И. И., Кобринский А. Е. Знакомьтесь — роботы! — 240 с. — 100 000 экз.
- Бусленко Н. П., Бусленко В. Н. Беседы о поколениях ЭВМ. — 240 с. — 100 000 экз.
- Власов П. В. Беседы о рентгеновских лучах. — 224 с. — 150 000 экз.
- Галактионов С. Г., Никифорович Г. В. Беседы о жизни. — 208 с. — 100 000 экз.
- Дёжкин В. В., Фетисов Т. И. Профиль равновесия. — 2-е изд. — 208 с. — 100 000 экз.
- Португал В. М. Беседы об АСУ. — 208 с. — 100 000 экз.
- Потупа А. С. Бег за бесконечностью. — 224 с. — 100 000 экз.
- Сергеев Б. Ф. Занимательная физиология. — 2-е изд. — 304 с. — 100 000 экз.

### 1978
- Эврика-78. [Сборник-ежегодник] / сост. Биленкин Д. А. — 256 с. — 200 000 экз.
- Дерзновенная молодость / сост. Зудов И. А. — 254 с. — 100 000 экз.
- Формула творчества / сост. Туторская С. — 208 с. — 100 000 экз.
- Амосов Н.М. Раздумья о здоровье. — 192 с. — 100 000 экз.
- Максимович Г. В. Беседы с академиком В. Глушковым. — 2-е изд. — 224 с. — 100 000 экз.
- Моисеев Н. Н. Слово о научно-технической революции. — 224 с. — 100 000 экз.
- Новиков Ю. Ф. Беседы о сельском хозяйстве. — 208 с. — 100 000 экз.
- Петров Р. В. Беседы о новой иммунологии. — 2-е изд. — 224 с. — 100 000 экз.
- Петрович Н. Т. Беседы об изобретательстве. — 192 с. — 100 000 экз.
- Сухотин А. К. Парадоксы науки. — 240 с. — 100 000 экз.
- Учёнова В. В. Беседы о журналистике. — 208 с. — 100 000 экз.
- Чачко А. Г. Искусственный разум. — 224 с. — 100 000 экз.
- Черногорова В. А. Загадки микромира. — 2-е изд. — 224 с. — 100 000 экз.

### 1979
- Эврика-79. [Сборник-ежегодник] / сост. Лазарев Н. А. — 352 с. — 150 000 экз.
- Формула творчества / сост. Туторская С. — 224 с. — 100 000 экз.
- Амосов Н. М. Раздумья о здоровье. — 2-е изд. — 191 с. — 100 000 экз.
- Артоболевский И. И., Кобринский А. Е. Знакомьтесь — роботы! — 2-е изд. — 239 с. — 100 000 экз.
- Бобров Р. В. Беседы о лесе. — 240 с. — 100 000 экз.
- Власов П. В. Беседы о рентгеновских лучах. — 2-е изд. — 222 с. — 100 000 экз.
- Воробьёв Г. Г. Человек — человек. — 2-е изд. — 191 с. — 100 000 экз.
- Дёжкин В. В. Беседы об экологии. — 2-е изд. — 190 с. — 100 000 экз.
- Окладников А. П. Открытие Сибири. — 224 с. — 100 000 экз.
- Похлёбкин В. В. Тайны хорошей кухни. — 190 с. — 25 000 экз.
- Смирнов А. В. Мир растений. Том 1. Рассказы о саксауле. — 319 с. — 100 000 экз.
- Смородинцев А. А. Беседы о вирусах. — 207 с. — 100 000 экз.
- Столяров Ю. С., Ревский Б. В. Патент на творчество. — 191 с. — 100 000 экз.
- Успенский Л. В. По закону буквы. — 2-е изд. — 240 с. — 100 000 экз.

## 1980-е

### 1980
- Аганбегян А. Г., Ибрагимова З. М. Сибирь не понаслышке. — 252 с. — 100 000 экз.
- Бабаев А. Г. Пустыня как она есть. — 207 с. — 100 000 экз.
- Бароян О. В. Блики на портрете. — 160 с. — 100 000 экз.
- Бошке Ф. Л. Непознанное (сокр. пер. с нем.). — 240 с. — 100 000 экз.
- Лаврентьев М. А. …прирастать будет Сибирью. — 175 с. — 100 000 экз.
- Мухин Л. М. Планеты и жизнь. — 190 с. — 100 000 экз.
- Новиков Ю. Ф. Беседы о животноводстве. — 224 с. — 100 000 экз.
- Похлёбкин В. В. Тайны хорошей кухни. — 2-е изд. — М.: Молодая гвардия, 1980. — 190 с. — 200 000 экз.[уточнить]
- Проценко А. Н. Энергия будущего. — 222 с. — 100 000 экз.
- Сухотин А. К. Парадоксы науки. — 2-е изд. — М.: Молодая гвардия, 1980. — 240 с. — 100 000 экз.[уточнить]
- Чудакова М. О. Беседы об архивах. — 2-е изд. — 224 с. — 50 000 экз.

### 1981
- Эврика-80. [Сборник-ежегодник] / сост. Лазарев Н. А.. — 320 с. — 100 000 экз.
- Аганбегян А. Г., Ибрагимова З. М. Сибирь не понаслышке. — 252 с. — 100 000 экз.
- Акимушкин И. И. Мир животных. Том 6. Рассказы о домашних животных. — 238 с. — 200 000 экз.
- Береговой Г. Т. Космос — землянам. — 192 с. — 100 000 экз.
- Васильева Е. Н., Халифман И. А. Пчёлы. Повесть о биологии пчелиной семьи и победах науки о пчёлах. — 304 с. — 100 000 экз.
- Гагарин Ю. А., Лебедев В. И. Психология и космос. — 4-е изд. — 192 с. — 100 000 экз.
- Окладников А. П. Открытие Сибири. — 2-е изд. — 223 с. — 100 000 экз.
- Рухманов А. А. Познать себя. — 208 с. — 100 000 экз.
- Сергеев Б. Ф. Тайны памяти. — 2-е изд. — 272 с. — 100 000 экз.
- Смирнов А. В. Мир растений. Том 2. Рассказы о кофе, лилиях, пшенице и пальмах. — 303 с. — 100 000 экз.
- Чирков Ю. Г. Занимательно об энергетике. — 207 с. — 100 000 экз.
- Швалев В. Н. Молодость и сердце. — 176 с. — 100 000 экз.

### 1982
- Эврика-81. [Сборник-ежегодник] / сост. Лазарев Н. А., Лельевр А. В. — 351 с. — 150 000 экз.
- ...и до 1990 года / сост. Федченко В. А. — 191 с. — 100 000 экз.
- Акимушкин И. И. Исчезнувший мир. — 192 с. — 100 000 экз.
- Бароян О. В. Блики на портрете. — 2-е изд. — 160 с. — 100 000 экз.
- Бобров Р. В. Беседы о лесе. — 2-е изд. — 240 с. — 100 000 экз.
- Володарский Л. М. Статистика рассказывает. — 191 с. — 100 000 экз.
- Кузьмищев В. А. Царство сынов Солнца. — 255 с. — 100 000 экз.
- Лаврентьев М. А. …прирастать будет Сибирью. — 2-е. — 175 с. — 100 000 экз.
- Наумов Д. В. Мир океана: Рассказы о флоре и фауне океана. — 351 с. — 100 000 экз.
- Петрович Н. Т. Беседы об изобретательстве. — 2-е изд. — 189 с. — 100 000 экз.
- Скулачёв В. П. Рассказы о биоэнергетике. — 192 с. — 100 000 экз.
- Смирнов А. В. Мир растений. Том 3. Рассказы о соснах и можжевельниках. — 335 с. — 100 000 экз.
- Смородинцев А. А. Беседы о вирусах. — 2-е изд. — 207 с. — 100 000 экз.

### 1983
- Эврика-82. [Сборник-ежегодник] / сост. Лельевр А. В. — 431 с. — 150 000 экз.
- Всенародное дело / сост. Антонюк Л. — 192 с. — 100 000 экз.
- Бабаев А. Г. Пустыня как она есть. — 207 с. — 100 000 экз.
- Береговой Г. Т. Космос — землянам. — 2-е изд. — 191 с. — 100 000 экз.
- Воробьёв Г. Г. Ищи свой талант. — 208 с. — 100 000 экз.
- Ивин А. А. По законам логики. — 208 с. — 100 000 экз.
- Мигдал А. Б. Поиски истины. — 239 с. — 100 000 экз.
- Мухин Л. М. В нашей Галактике. — 192 с. — 100 000 экз.
- Наумов Д. В. Мир океана: Рассказы о морской стихии и освоении её человеком. — 335 с. — 100 000 экз.
- Новиков Ю. Ф. Внимание: вода! — 207 с. — 100 000 экз.
- Петров Р. В. Я или не я: Иммунологические мобили. — 272 с. — 100 000 экз.
- Рухманов А. А. Познать себя. — 2-е изд. — 208 с. — 100 000 экз.
- Сухотин А. К. Ритмы и алгоритмы. — 224 с. — 100 000 экз.
- Углов Ф. Г., Дроздов И. В. Живём ли мы свой век. — 239 с. — 150 000 экз.
- Шилейко А. В., Шилейко Т. И. Информация или интуиция? — 208 с. — 100 000 экз.

### 1984
- Эврика 83—84. [Сборник-ежегодник] / сост. Лельевр А. В. — 288 с. — 200 000 экз.
- Учёные против войны / сост. Федченко В. А. — 190 с. — 100 000 экз.
- Аганбегян А. Г., Ибрагимова 3. М. Сибирь не понаслышке. — 2-е изд. — 240 с. — 50 000 экз.
- Амосов Н. М. Книга о счастье и несчастьях: Дневник с воспоминаниями и отступлениями. — 287 с. — 100 000 экз.
- Бусленко В. Н. Наш коллега — робот. — 222 с. — 100 000 экз.
- Моисеев Н. Н. Люди и кибернетика. — 224 с. — 100 000 экз.
- Монин А. С., Войтов В. И. Чёрные приливы. — 160 с. — 100 000 экз.
- Мухин Л. М. Планеты и жизнь. — 2-е изд. — 192 с. — 100 000 экз.
- Радкевич Е. А. Наш дом — Земля. — 208 с. — 100 000 экз.
- Рыбаков Б. А. Мир истории. Начальные века русской истории. — 352 с. — 100 000 экз.
- Свиридонов Г. М. Лесной огород. — 223 с. — 150 000 экз.
- Сергеев Б. Ф. Ум хорошо… — 192 с. — 100 000 экз.

### 1985
- Эврика-85. [Сборник-ежегодник] / сост. Журавлёв С. И. — 302 с. — 155 000 экз.
- Акимушкин И. И. Проблемы этологии. — 191 с. — 150 000 экз.
- Гиляров М. С., Криволуцкий Д. А. Жизнь в почве. — 191 с. — 100 000 экз.
- Гутнов А. Э. Мир архитектуры: Язык архитектуры. — 351 с. — 100 000 экз.
- Ивченко С. И. Занимательно о фитогеографии. — 176 с. — 100 000 экз.
- Кузьмищев В. А. Царство сынов Солнца. — 2-е изд. — 255 с. — 100 000 экз.
- Михайлов В. С., Палько А. С. Выбираем здоровье! — 191 с. — 150 000 экз.
- Моисеев Н. Н. Слово о научно-технической революции. — 2-е изд. — 238 с. — 100 000 экз.
- Новиков И. Д. Чёрные дыры и Вселенная. — 190 с. — 100 000 экз.
- Похлёбкин В. В. Тайны хорошей кухни. — 3-е изд. — 191 с. — 100 000 экз.
- Проценко А. Н. Энергия будущего. — 2-е изд. — 222 с. — 100 000 экз.
- Скулачёв В. П. Рассказы о биоэнергетике. — 2-е изд. — 190 с. — 100 000 экз.
- Учёнова В. В. Беседы о журналистике. — 2-е изд. — 205 с. — 95 000 экз.
- Чирков Ю. Г. Охота за кварками. — 223 с. — 100 000 экз.

### 1986
- Эврика-86. [Сборник-ежегодник] / сост. Лельевр А. В. — 303 с. — 155 000 экз.
- Амосов Н. М. Книга о счастье и несчастьях. — М.: Молодая гвардия, 1986. — 287 с.[уточнить]
- Вельховер Е. С., Никифоров В. Г., Радыш Б. Б. Локаторы здоровья. — 207 с. — 75 000 экз.
- Воробьёв Г. Г. Кибернетика стучится в школу. — 206 с. — 200 000 экз.
- Греков И. Б., Шахмагонов Ф. Ф. Мир истории. (Русские земли в XIII-XV веках). — 334 с. — 100 000 экз.
- Деревянко А. П. Ожившие древности: Рассказы археолога. — 240 с. — 150 000 экз.
- Матвеев К. П., Сазонов А. А. Земля Древнего Двуречья: История, мифы, легенды, находки и открытия. — 160 с. — 100 000 экз.
- Никифорович Г. В. Почти природные лекарства. — 207[1] с. — 100 000 экз.
- Петрович Н. Т., Цуриков В. М. Путь к изобретению. — 222 с. — 100 000 экз.
- Платонов К. К. Занимательная психология. — 224 с. — 100 000 экз.
- Растригин Л. А. По воле случая. — 208 с. — 100 000 экз.
- Свиридонов Г. М. Родники здоровья. — 223 с. — 150 000 экз.

### 1987
- Эврика-87. [Сборник-ежегодник] / сост. Лельевр А. В. — 316[2] с. — 155 000 экз.
- Бобров Р. В. Всё о национальных парках. — 222 с. — 100 000 экз.
- Губарев В. С. Зарево над Припятью: Записки журналиста. — 239[1] с. — 150 000 экз.
- Жаворонков Н. М. Создано человеком! — 221[3] с. — 100 000 экз.
- Журавлёв А. П. Диалог с компьютером. — 205[3] с. — 100 000 экз.
- Кедров Б. М. О творчестве в науке и технике. — 192 с. — 100 000 экз.
- Михайлов В. С., Палько А. С. Выбираем здоровье! — 2-е изд. — 190 с. — 150 000 экз.
- Мухин Л. М. Мир астрономии. Рассказы о Вселенной, звёздах и галактиках. — 207[1] с. — 100 000 экз.
- Петров Р. В. Я или не я: Иммунологические мобили. — 2-е изд. — 304 с. — 100 000 экз.
- Проценко А. Н. Энергетика сегодня и завтра. — 220[4] с. — 100 000 экз.
- Романцев Е. Ф. Закономерные чудеса. — 2-е изд. — 191 с. — 100 000 экз.
- Рыбаков Б. А. Мир истории: Начальные века русской истории. — 2-е изд. — 351 с. — 155 000 экз.
- Свиридонов Г. М. Лесной огород. — 2-е изд. — 223 с. — 200 000 экз.
- Царфис П. Г. В союзе с природой. — 207[1] с. — 100 000 экз.
- Щелоков А. А. Свидетели истории. — 191 с. — 150 000 экз.

### 1988
- Эврика-88. [Сборник-ежегодник] / сост. Лельевр А. В. — 301[3] с. — 100 000 экз. — ISBN 5-235-00064-1.
- Галактионов С. Г. Биологически активные. — 270[2] с. — 100 000 экз. — ISBN 5-235-00707-7.
- Греков И. Б., Шахмагонов Ф. Ф. Мир истории: Русские земли в XIII—XV веках. — 2-е изд. — 334 с. — 155 000 экз. — ISBN 5-235-00702-6.
- Кветной И. М. Вездесущие гормоны. — 190[2] с. — 100 000 экз. — ISBN 5-235-00597-X.
- Королюк И. П., Цыб А. Ф. Беседы о ядерной медицине. — 192 с. — 100 000 экз. — ISBN 5-235-00599-6.
- Моисеев Н. Н. Экология человечества глазами математика: (Человек, природа и будущее цивилизации). — 254[2] с. — 155 000 экз. — ISBN 5-235-00061-7.
- Радкевич Е. А. Наш дом — Земля. — 2-е изд. — 208 с. — 100 000 экз. — ISBN 5-235-00058-7.
- Родиков В. Е. Приключения радиолуча. — 304 с. — 100 000 экз. — ISBN 5-235-00094-3.
- Сергеев Б. Ф. Жизнь лесных дебрей. — 254[2] с. — 100 000 экз. — ISBN 5-235-00679-8.
- Смирнов А. В. Мир растений. Том 4. Рассказы о культурных растениях. — 303[1] с. — 100 000 экз. — ISBN 5-235-00613-5.
- Сухотин А. К. Ритмы и алгоритмы. — 223[1] с. — 100 000 экз. — ISBN 5-235-00062-5.
- Толстых А. В. Возрасты жизни. — 223[1] с. — 100 000 экз. — ISBN 5-235-00590-2.

### 1989
- Эврика-89. [Сборник-ежегодник] / сост. Ксионжек В. — 302[1] с. — 155 000 экз.
- Ахметов С. Ф. Беседы о геммологии. — 237[3] с. — 100 000 экз. — ISBN 5-235-00499-X.
- Буганов В. И. Мир истории: Россия в XVII столетии. — 318[1] с. — 155 000 экз. — ISBN 5-235-00501-5.
- Вакула В. Л. Биотехнология: что это такое? — 301[3] с. — 100 000 экз. — ISBN 5-235-00642-9.
- Голубев Д. Б., Солоухин В. З. Размышления и споры о вирусах. — 221[3] с. — 100 000 экз. — ISBN 5-235-00493-0.
- Кованов В. В. Эксперимент в хирургии. — 239[1] с. — 100 000 экз. — ISBN 5-235-00488-4.
- Матвеев К. П., Сазонов А. А. Пять жизней древней Сури. — 188[4] с. — 100 000 экз. — ISBN 5-235-00497-3.
- Никитин А. Т. Откуда берутся дети. — 254[2] с. — 100 000 экз. — ISBN 5-235-00492-2.
- Чирков Ю. Г. Яблони на Марсе. — 288 с. — 100 000 экз. — ISBN 5-235-00494-9.
- Шилейко Т. И., Шилейко А. В. Беседы об информатике. — 287[1] с. — 100 000 экз. — ISBN 5-235-00496-5.

## 1990-е

### 1990
- Эврика-90. [Сборник-ежегодник] / сост. Ксионжек В. — 303[1] с. — 150 000 экз.
- Амосов Н. М. Книга о счастье и несчастьях. Книга 2. — 238[2] с. — 100 000 экз. — ISBN 5-235-01486-3.
- Бочков Н. П. Гены и судьбы. — 255[1] с. — 100 000 экз. — ISBN 5-235-00804-9.
- Васютинский Н. А. Золотая пропорция. — 238[2] с. — 100 000 экз. — ISBN 5-235-00806-5.
- Гутнов А. Э., Глазычев В. Л. Мир архитектуры: Лицо города. — 352 с. — 200 000 экз. — ISBN 5-235-00487-6.
- Князева М. Л. Ключ к самосозиданию. — 256 с. — 100 000 экз. — ISBN 5-235-00802-2.
- Мельникова А. С. Булат и злато. — 207[1] с. — 100 000 экз. — ISBN 5-235-00801-4.
- Новиков И. Д. Куда течёт река времени? — 238[2] с. — 100 000 экз. — ISBN 5-235-00805-7.
- Свиридонов Г. М. Здоровья кладезь — природа. — 271[1] с. — 150 000 экз. — ISBN 5-235-00799-9.
- Седов Е. А. Мир электроники. — 444[4] с. — 150 000 экз. — ISBN 5-235-00797-2.
- Сергеев Б. Ф. Жизнь океанских глубин. — 301[3] с. — 100 000 экз. — ISBN 5-235-00811-1.
- Шилов Ю. А. Космические тайны курганов. — 270[2] с. — 100 000 экз. — ISBN 5-235-00803-0.

### 1991
- Вельховер Е. С., Никифоров В. Г., Радыш Б. Б. Локаторы здоровья. — 2-е изд. — 208 с. — 100 000 экз. — ISBN 5-235-01901-6.
- Государев Н. А. Треугольный человек. — 270[2] с. — 150 000 экз. — ISBN 5-235-01286-0.
- Плужников М. С., Рязанцев С. В. Среди запахов и звуков. — 270 с. — 150 000 экз. — ISBN 5-235-01287-9.
- Сухотин А. К. Превратности научных идей. — 271[1] с. — 100 000 экз. — ISBN 5-235-01489-8.